# Neighborhoods
Neighborhoods – szósty studyjny album amerykańskiej formacji Blink-182. Został wydany 27 września 2011 przez DGC Records i Interscope Records. Jest to pierwszy zarejestrowany nowy materiał po ośmioletnim rozbracie muzyków. Muzycy zdecydowali się nagrać album ze względu na przeżycia, jakich doświadczyli przez ostatnie lata. Jest to pierwszy ich album nagrany bez pomocy producenta. Na edycje podstawową zmieściło się 10 utworów, na edycję Deluxe 14. już 2 tydzień po premierze płyta znalazła się na 2. miejscu listy Billboard 200.

## Utwory

### Wydanie zwykłe
1. Ghost On A Dance Floor (4:17)
2. Natives (3:55)
3. Up All NIght (3:20)
4. After Midnight (3:25)
5. Heart's All Gone (3:15)
6. Wishing Well (3:20)
7. Kaleidoscope (3:52)
8. This Is Home (2:46)
9. MH 4.18.2011 (3:27)
10. Love Is Dangerous (4;27)

### Wydanie Deluxe
1. Ghost On A Dance Floor (4:17)
2. Natives (3:55)
3. Up All NIght (3:20)
4. After Midnight (3:25)
5. Snake Charmer (4:27)
6. Heart's All Gone Interlude (2:02)
7. Heart's All Gone (3:15)
8. Wishing Well (3:20)
9. Kaleidoscope (3:52)
10. This Is Home (2:46)
11. MH 4.18.2011 (3:27)
12. Love Is Dangerous (4:27)
13. Fighting The Gravity (3:42)
14. Even If She Falls (3:00)